# Férfi négyesbob a 2006. évi téli olimpiai játékokon
A 2006. évi téli olimpiai játékokon a bob férfi négyes versenyszámát február 24-én és 25-én rendezték a Cesana Pariol pályán. Az aranyérmet a német André Lange, René Hoppe, Kevin Kuske, Martin Putze összeállítású négyes nyerte meg. A Gyulai Márton, Kürtösi Zsolt, Margl Tamás, Pintér Bertalan összeállítású magyar csapat a 24. helyen végzett.

## Eredmények
A verseny négy futamból állt. A negyedik futamban az első három futam időeredményeinek összesítése alapján az első 20 páros vehetett részt. A négy futam időeredményének összessége határozta meg a végső sorrendet. Az időeredmények másodpercben értendők. A futamok legjobb időeredményei vastagbetűvel olvashatóak.
| Helyezés | Csapat                                                                                                 | 1.      | 2.    | 3.      | 4.    | Össz.   |
| -------- | --- | ------- | ----- | ------- | ----- | ------- |
| Arany    | Németország (GER)-1 · André Lange · René Hoppe · Kevin Kuske · Martin Putze                            | 55,20   | 55,30 | 54,80   | 55,12 | 3:40,42 |
| Ezüst    | Oroszország (RUS)-1 · Alekszandr Zubkov · Filipp Jegorov · Alekszej Szeliversztov · Alekszej Vojevoda  | 55,22   | 55,45 | 54,87   | 55,01 | 3:40,55 |
| Bronz    | Svájc (SUI)-1 · Martin Annen · Beat Hefti · Thomas Lamparter · Cédric Grand                            | 55,26   | 55,37 | 55,00   | 55,20 | 3:40,83 |
| 4.       | Kanada (CAN)-1 · Pierre Lueders · Ken Kotyk · Morgan Alexander · Lascelles Brown                       | 55,34   | 55,43 | 54,95   | 55,20 | 3:40,92 |
| 5.       | Németország (GER)-2 · René Spies · Christoph Heyder · Enrico Kühn · Alexander Metzger                  | 55,47   | 55,48 | 54,91   | 55,18 | 3:41,04 |
| 6.       | Egyesült Államok (USA)-2 · Steven Holcomb · Curtis Tomasevicz · Bill Schuffenhauer · Lorenzo Smith III | 55,46   | 55,50 | 55,14   | 55,26 | 3:41,36 |
| 7.       | Egyesült Államok (USA)-1 · Todd Hays · Pavle Jovanovic · Steve Mesler · Brock Kreitzburg               | 55,43   | 55,56 | 55,04   | 55,41 | 3:41,44 |
| 8.       | Svájc (SUI)-2 · Ivo Rüegg · Andy Gees · Roman Handschin · Christian Aebli                              | 55,65   | 55,63 | 55,22   | 55,30 | 3:41,80 |
| 9.       | Oroszország (RUS)-2 · Jevgenyij Popov · Szergej Golubev · Pjotr Makarcsuk · Dmitrij Sztyopuskin        | 55,87   | 55,57 | 55,16   | 55,33 | 3:41,93 |
| 10.      | Lettország (LAT)-1 · Jānis Miņins · Daumants Dreiškens · Mārcis Rullis · Janis Ozols                   | 55,88   | 55,69 | 55,51   | 55,51 | 3:42,59 |
| 11.      | Olaszország (ITA)-2 · Fabrizio Tosini · Luca Ottolino · Antonio De Sanctis · Giorgio Morbidelli        | 55,80   | 55,73 | 55,57   | 55,51 | 3:42,61 |
| 12.      | Olaszország (ITA)-1 · Simone Bertazzo · Samuele Romanini · Matteo Torchio · Omar Sacco                 | 55,63   | 56,13 | 55,46   | 55,62 | 3:42,84 |
| 13.      | Ausztria (AUT) · Wolfgang Stampfer · Klaus Seelos · Jürgen Loacker · Hans-Peter Welz                   | 55,77   | 55,83 | 55,73   | 55,53 | 3:42,86 |
| 14.      | Csehország (CZE) · Ivo Danilevič · Radek Řechka · Roman Gomola · Jan Kobián                            | 55,92   | 55,83 | 55,66   | 55,56 | 3:42,97 |
| 15.      | Lengyelország (POL) · Dawid Kupczyk · Michał Zblewski · Mariusz Latkowski · Marcin Płacheta            | 55,89   | 55,79 | 55,85   | 55,49 | 3:43,02 |
| 16.      | Hollandia (NED) · Arend Glas · Sybren Jansma · Arno Klaassen · Vincent Kortbeek                        | 55,82   | 56,08 | 55,78   | 55,51 | 3:43,19 |
| 17.      | Nagy-Britannia (GBR) · Lee Johnston · Martin Wright · Karl Johnston · Dan Humphries                    | 56,06   | 56,07 | 55,93   | 55,32 | 3:43,38 |
| 18.      | Kanada (CAN)-2 · Serge Despres · Nathan Cunningham · Steve Larsen · David Bissett                      | 56,10   | 56,15 | 55,69   | 55,58 | 3:43,52 |
| 19.      | Franciaország (FRA) · Bruno Mingeon · Christophe Fouquet · Pierre-Alain Menneron · Alexandre Vanhoutte | 56,09   | 56,08 | 55,87   | 55,71 | 3:43,75 |
| 20.      | Szlovákia (SVK) · Milan Jagnešák · Viktor Rájek · Andrej Benda · Róbert Kresťanko                      | 56,29   | 56,13 | 56,26   | 55,98 | 3:44,66 |
|          | |         |       |         |       |         |
| 21.      | Lettország (LAT)-2 · Mihails Arhipovs · Intars Dīcmanis · Māris Bogdanovs · Reinis Rozītis             | 56,34   | 56,54 | 56,13   | –     | 2:49,01 |
| 22.      | Románia (ROU) · Nicolae Istrate · Adrian Duminicel · Gabriel Popa · Ioan Dovalciuc                     | 56,61   | 56,70 | 56,41   | –     | 2:49,72 |
| 23.      | Horvátország (CRO) · Ivan Šola · Slaven Krajačić · Alek Osmanović · Juraj Grabušić                     | 56,67   | 56,57 | 56,51   | –     | 2:49,75 |
| 24.      | Magyarország (HUN) · Gyulai Márton · Kürtösi Zsolt · Margl Tamás · Pintér Bertalan                     | 56,99   | 56,73 | 56,45   | –     | 2:50,17 |
| 25.      | Brazília (BRA) · Ricardo Raschini · Márcio Silva · Claudinei Quirino · Edson Bindilatti                | 1:00,31 | 58,51 | 1:00,12 | –     | 2:58,94 |